# Eremohutia portorykańska
Eremohutia portorykańska (Isolobodon portoricensis) – gatunek wymarłych gryzoni z rodziny hutiowatych. Zamieszkiwał na wyspach karaibskich: Haiti i Dominikanie oraz na Portoryko, Saint Thomas, Saint Croix i Mona Islands. Wymarł prawdopodobnie po około 1500 roku. Niektóre źródła podawały spotykanie tego gatunku do około 1800 roku.
Gatunek pochodził z Haiti, na Portoryko prawdopodobnie sprowadzili go Indianie.

## Literatura
- Woods, C.A.; Kilpatrick, C.W. Infraorder Hystricognathi. W: Wilson, D.E.; Reeder, D.M. (Eds.). Mammal Species of the World: A Taxonomic and Geographic Reference. 3. ed. Baltimore: Johns Hopkins University Press, 2005. v. 2, p. 1538-1600.